# 漢聲廣播電台
漢聲廣播電台（英文：Voice of  Han Broadcasting Network），簡稱漢聲電台或漢聲，成立於1942年，隸屬於中華民國國防部政治作戰局，是臺灣老字號廣播電台之一。總部位於臺北市中正區信義路一段國防部文化營區。

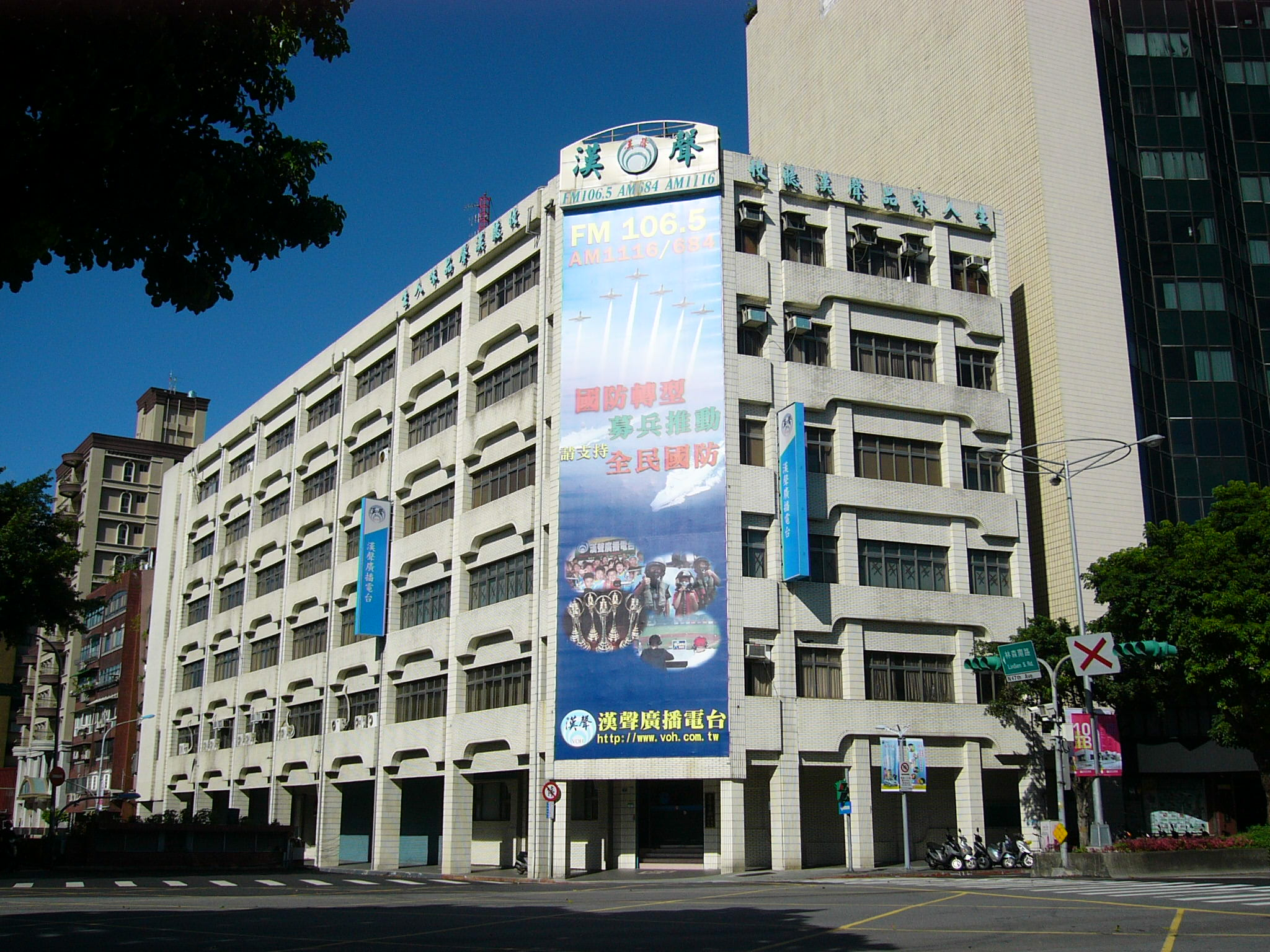
漢聲廣播電台總部，台北軍中廣播電台原址。

播音時間，調頻（FM）為24小時全天候播音，調幅（AM）為每天4:55-0:00。

## 历史

### 中國大陸時期
1942年6月1日，正值中國抗日戰爭最艱苦階段，「軍中廣播電台」於中華民國大陸時期陪都重慶市開播，隸屬國民政府軍事委員會，簡稱「軍中電台」，以「軍中之聲」為台呼對全國播音。
1945年抗戰勝利，為配合國民政府復員、動員戡亂任務需要，軍中電台奉令擴展廣播業務，先後在南京市、北平市、瀋陽市、海南島等地建立分台，構成全國性廣播網，總隊部設於南京市。
1946年12月1日，空軍總司令部在南京市成立「空軍廣播電台」，以「空軍之聲」為台呼對全國播音。1948年11月1日，空軍廣播電台遷往臺北市。

### 遷台以後
1949年中華民國政府遷臺，軍中電台定編「國防部軍中播音總隊」。1950年1月10日，軍中播音總隊於臺北市成立「台北軍中廣播電台」。軍中播音總隊陸續在中華民國國軍各作戰區成立軍中電台，各台依所在地命名為「〇〇軍中廣播電台」。
1961年，軍中播音總隊於總統府設立「國光軍中廣播電台」，提供時任中華民國總統蔣中正就近適時宣達政令。
1963年9月3日，軍中播音總隊成立「光華廣播電台」，以「光華之聲」為台呼对中国大陆播音。
1988年6月1日，軍中電台取「大漢天聲」之意更名為「漢聲廣播電台」，總部設於台北軍中廣播電台原址。1999年1月1日，光華廣播電台與空軍廣播電台併入漢聲廣播電台，漢聲廣播電台成為台灣廣播史上唯一可同時對台海兩岸聽眾提供廣播服務的廣播電台。
2001年1月1日，配合精實案，「國防部政治作戰總隊」在桃園縣觀音鄉忠愛莊營區（2018年起為海洋委員會海巡署北部分署駐地）舉辦成軍典禮，軍中播音總隊走入歷史，漢聲廣播電台隸屬國防部政治作戰總隊播音大隊。
2002年6月1日，汉声广播电台举行60周年台庆；时任中华民国总统陈水扁应邀参加台庆，并透过汉声广播电台发表讲话，期许汉声广播电台成为台海两岸沟通的桥梁。
2003年3月1日，漢聲廣播電台和中華職棒大聯盟簽約，於週六及週日轉播中華職棒球賽至今。
2010年1月26日，汉声广播电台在金门县增设调频频率，覆盖范围包括厦门。
2015年1月1日，汉声广播电台裁撤台南台和澎湖台。
2018年起，漢聲廣播電台調幅廣播網23:00~0:00地方分台播送音樂節目，其他時間聯播調頻網節目。
2023年起，位于福建省的金门岛新增FM 94.9MHz转播汉声广播电台的节目。由于该频率未能在电台官网查询到，故被认为是干扰大陆的台海之声所用。同时位于中波549和837的广播也被空载信号干扰。

## 廣播範圍

### 台灣
台北、台中、高雄、和花蓮。同時，該台的某些頻率與中國大陸對台灣廣播的電台一樣。

## 网路
对中国大陆方面，汉声广播「光华之声」除了广播外，还专门以「中华民国两岸和平推广中心」名義设立了新聞網站《光华新闻网》（khmusic.tw），该网站目前被中国大陆的防火长城封锁。

## 收聽頻率
調頻部份（總台和分台）

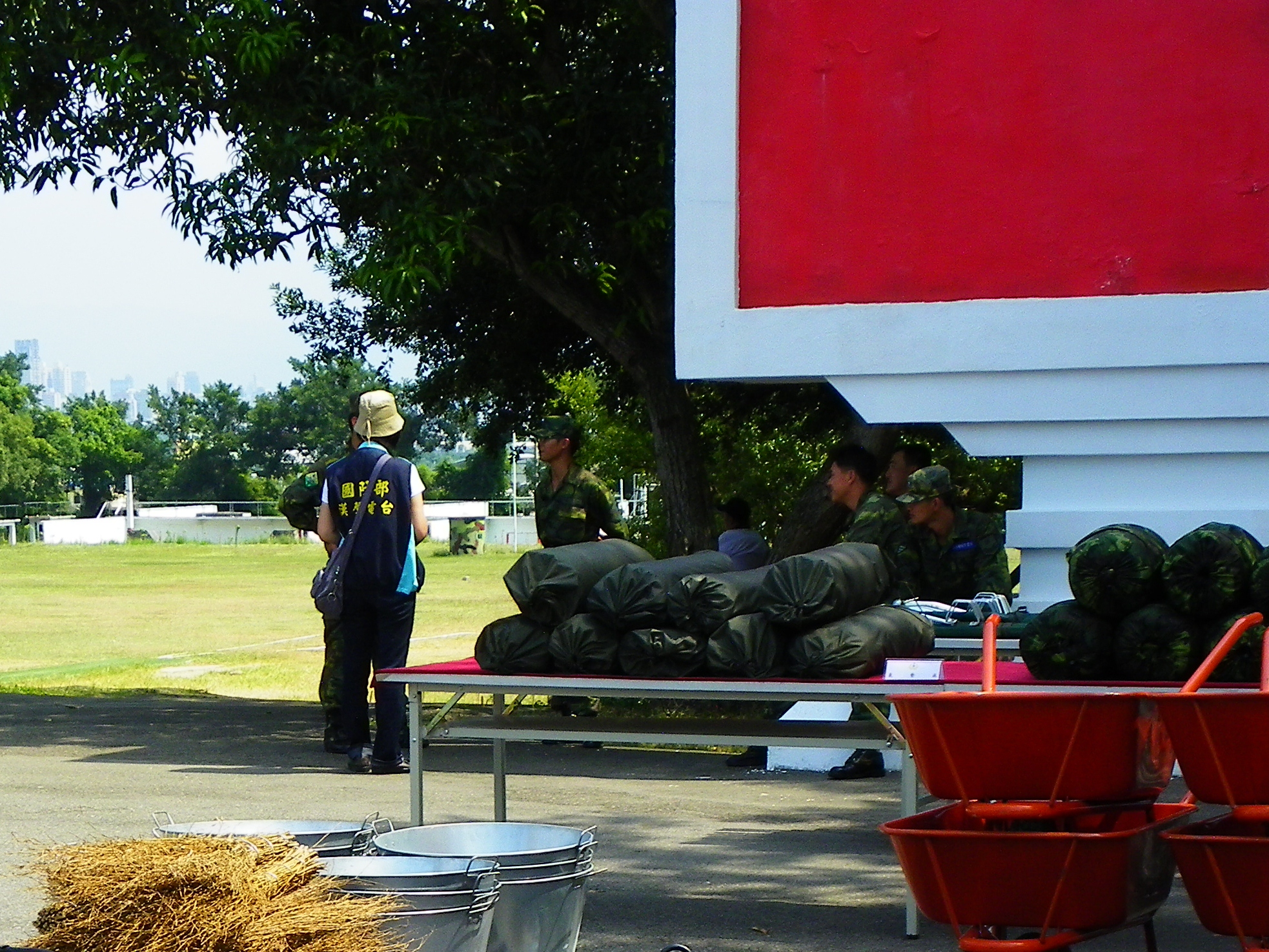
成功嶺營區開放活動，採訪支援官兵的漢聲電台記者。

- 台北總台（北部地區）：FM106.5兆赫（台北、新北、基隆、桃園)
- 台中台（中部地區）：FM104.5兆赫（新竹縣市、苗栗、台中、彰化、南投）
- 高雄台（高雄、屏東）： FM107.3兆赫
- 花蓮台 ：FM104.5兆赫

轉播站
- 嘉義、台南：FM101.3兆赫（彰化、雲林、嘉義縣市、台南，有時亦可覆蓋到中國大陸福建泉州、莆田部分地區）
- 宜蘭 ：FM106.5兆赫
- 台東和關山 ：FM105.3兆赫
- 金門 ：FM107.3兆赫、FM94.9兆赫（可覆蓋廈門、泉州、漳州部分地區。FM94.9兆赫与厦门发射的台海之声频率相同。）[4]

調幅部份（總台和分台）
- 台北總台AM684/1116kHz（此兩個頻率與中央人民廣播電台神州之聲684kHz和台海之聲相同1116kHz〔600kW〕）
  - 台中台AM1287kHz
  - 高雄台1332/1251kHz
  - 花蓮台AM1359/792kHz

轉播站
- 桃園AM693/936kHz（播出總台節目）
  - 雲林AM1377kHz（斗六轉播站，播出台中台節目）
  - 台南AM693kHz（播出高雄台節目）
  - 宜蘭AM1116kHz（播出花蓮台節目）
  - 澎湖AM1269/846kHz（播出高雄台節目）

短波部份（光華之聲  KH Music 播出时间1555-0805）
- MW801kHz、MW846kHz

（桃園市觀音區，250kw）
- MW711kHz、MW981kHz

（新竹縣新豐鄉，250kw）
- SW9745、6105kHz

（桃園市觀音區，250kw）

## 外部連結
- 漢聲廣播電台 （页面存档备份，存于）
  - 漢聲廣播電臺的Facebook專頁
- 光華之聲 （页面存档备份，存于）
  - 光華之聲的X（前Twitter）
- 漢聲廣播電台在台灣棒球維基館上的頁面（繁體中文）